# Subneolithicum

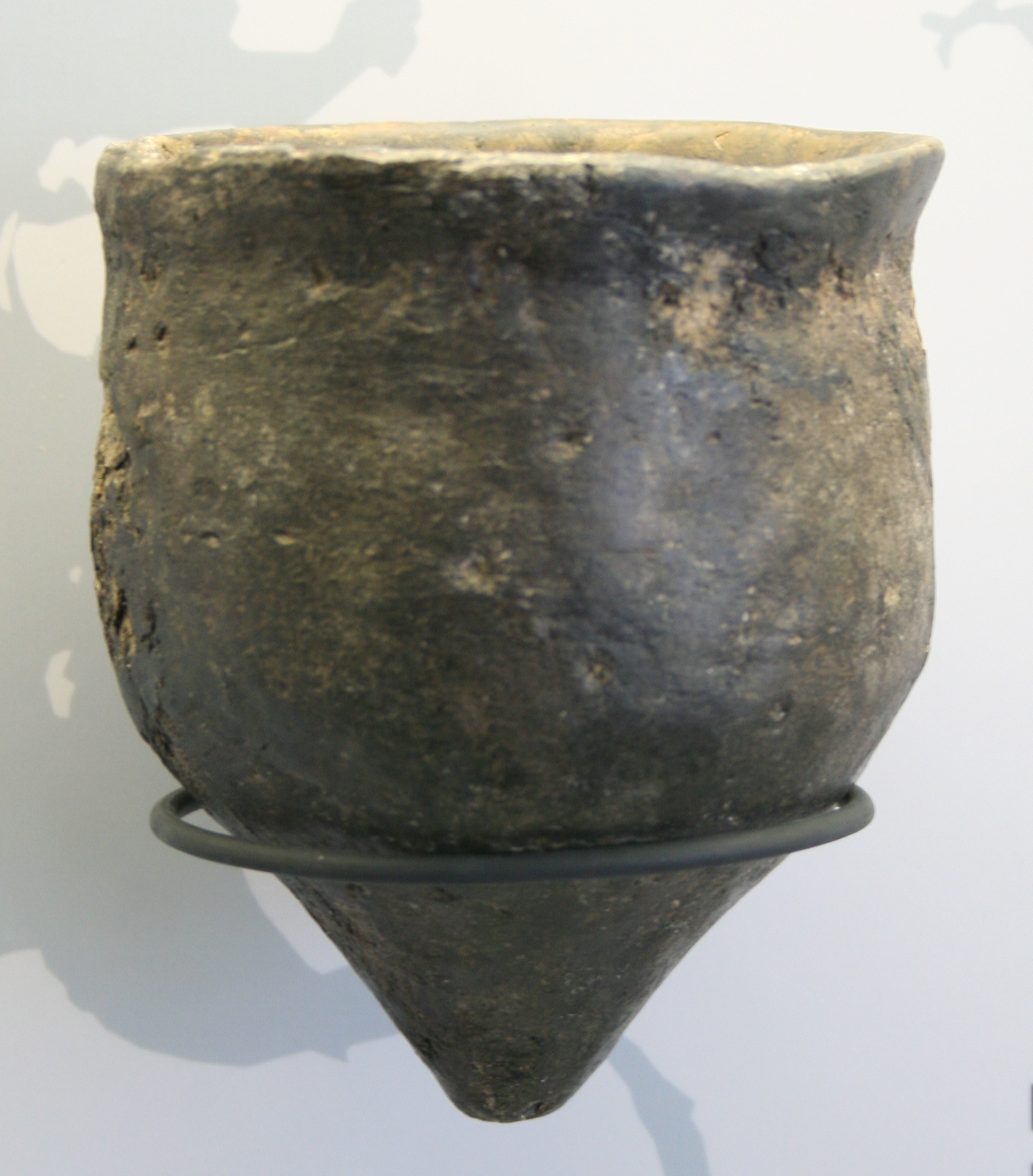
karakteristiek subneolithisch aardewerk van de Ertebøllecultuur

Het subneolithicum is een archeologische fase in de overgang van het mesolithicum naar het neolithicum. Subneolithische culturen bevonden zich aan de rand van neolithische culturen waarvan zij een aantal elementen overnamen, zoals het gebruik van aardewerk en soms een geringe mate van landbouw en veeteelt, terwijl de economie nog hoofdzakelijk gebaseerd bleef op jacht, visvangst en verzamelen. Men spreekt dan ook wel van een keramisch mesolithicum.
Tijdens de verspreiding van het neolithicum bevonden zich ook "subneolithische" culturen in Zuid- en Midden-Europa, maar meestal wordt het begrip gebruikt voor de culturen van Noord- en Noordoost-Europa en West-Siberië waar het neoliticum zich door klimaatomstandigheden slechts langzaam verspreidde. In het Duits wordt dit ook Waldneolithikum genoemd. In Oost-Azië ontstond het aardewerk eerder dan de landbouw, en verspreidde zich onafhankelijk daarvan. Daarom spreekt men daar niet zozeer van subneolithicum maar van vroegneolithicum.
Belangrijke subneolithische culturen waren de Ertebøllecultuur in Noord-Europa en de kamkeramiekculturen in Oost-Europa. In Nederland vindt men de subneolithische Swifterbantcultuur. Opmerkelijk is dat bijvoorbeeld bij de Ertebølle en aanverwante culturen de vorm en techniek van het aardewerk geheel anders is dan bij de neolithische buren van de bandkeramische cultuur, maar lijkt op dat van het Siberisch (sub)neolithicum.
Door het noordelijke klimaat was het groeiseizoen kort en de opbrengsten van de primitieve akkerbouw laag. Het voordeel van een neolithische boven een mesolithische levenswijze was hier gering. Er was weinig reden de mesolithische levenswijze te ruilen voor een neolithische, welke hard werk en een eenzijdiger dieet leverde met een slechts marginaal grotere zekerheid. In Noord-Europa ziet men dan ook dat mesolithische gemeenschappen nog lange tijd zij aan zij met neolithische gemeenschappen leefden. Zo vindt men nederzettingen van de Ertebøllecultuur nog lange tijd naast de touwbekercultuur, en soms breidde een subneolithische cultuur als de pitted-warecultuur zich nog uit ten koste van haar neolithische buren.